# Irma Lang-Scheer
Irma Lang-Scheer (* 17. Juni 1901 in Brüsau-Brünnlitz, Sudetenland – heute Březová nad Svitavou in Tschechien; † am 5. Februar 1986 in Schloss Pillnitz – Dresden) war eine akademische Malerin und Künstlerin der Klassischen Moderne auf dem Gebiet der Öl-, der Aquarell- und Freskomalerei und der Schaffung von sakralen Glasmalerei-Fenstern.

## Biografie

### Ausbildung
Von 1919 bis 1920 besuchte Irma Lang-Scheer die Akademie der Bildenden Künste Prag und studierte Figuren- und Kopf-Studien, Ornament, Anatomie, darstellende Geometrie und Kunstgeschichte. Sie vertiefte ihre Studien 1920 bis 1923 an der Kunstgewerbeschule in Wien, heute Universität für angewandte Kunst Wien unter Franz Cizek und erweiterte sie in abstrakter Malerei und Graphik; zudem beschäftigte sie sich mit Naturstudien. Erste Ausstellungen ihrer Arbeiten in der Berliner Sturm-Galerie fanden Beachtung. 1926 bis 1928 war Irma Lang an die Kunstakademie in Leipzig, heute Hochschule für Grafik und Buchkunst Leipzig, als Meisterschülerin von Georg Alexander Mathéy, in den Fächern Graphik, dekoratives Zeichnen und Figurenmalerei. Zwischen 1928 und 1934 widmete sie sich als Meisterschülerin von Paul Horst-Schulze, der ihre Begabung für monumentale Wandmalerei erkannte, durch drei Semester auch noch dieser Malart in fresco buono- und fresco secco-Technik (Malerei auf frischem oder trockenem, wieder angefeuchteten Kalkverputz). 
Sie blieb bis 1934 an der Leipziger Akademie und befasste sich auch mit ornamentalen Entwürfen, Pflanzenstudien und Landschaften, Stillleben und Porträts. Darüber hinaus erlernte sie die Techniken des Holzschnittes, des Kupferstichs, der Radierung und der Lithographie.
1930 bis 1932 war sie Meisterschülerin von Willi Geiger.

### Familie und weiteres Leben
Irma Lang-Scheer und ihr Bruder Victor entstammten der Familie Lang, die Steinbrüche und Steinmetzbetriebe in Brünnlitz, Brünn, Wildenschwert/Böhmen und Mrakotin/Mähren besaß. Außer dem einheimischen Sandstein wurden auch ausländische Gesteinsarten wie Carrara-Marmor für Bildhauerarbeiten und künstlerische Bauteile staatlicher und kirchlicher Bauten in Wien, Brünn und Budapest verwendet. Um 1900 wurde in Brünnlitz die Nachbildung des gotischen Chores der Augustiner-Kirche (Basilika Mariä Himmelfahrt) in der Abtei St. Thomas (Alt Brünn) für Brünn ausgeführt.
Irma Lang-Scheer lebte nach ihren Jugendjahren im Sudetenland von 1924 bis 1926 in Wien (Kunstgewerbeschule) und von 1926 bis 1939 in Leipzig.
Am 16. Mai 1939 heirateten Irma Lang und der Dramaturg Götz Scheer. Er war Sohn eines Pfarrers in Hinterhermsdorf (Sächsische Schweiz). Ab diesem Jahr konnte das Ehepaar auf Schloß Pillnitz bei Dresden eine Wohnung beziehen. Häufig verbrachten sie den Sommer an der Ostsee zwischen Heiligenhafen/Holstein und Hiddensee. Dort gehörte Irma Lang-Scheer zum Kreis der Künstler um Anna Muthesius, Hermann Muthesius und deren Kinder. Die jüngste Tochter Renata (* 1914) war bis in die Nachkriegszeit eines ihrer Modelle.
Zahlreiche Aquarelle und Bilder zeugen von ihren Reisen an die Ostsee, nach Mecklenburg, Holstein und wiederholt nach Bayern, auch nach Murnau am Staffelsee, dem Wohnort von Gabriele Münter. Das Bild von 1939 im Belvedere Wien See im Hochgebirge zeigt den Walchensee unweit von Murnau. Auch Reisen nach Skandinavien und Rom unternahm sie, wie ein Ausstellungsprospekt von 1976 auf Schloss Pillnitz ausweist.
Mit dem Dresdner Maler und Zeichner Ernst Hassebrauk – ein Kommilitone bei Willi Geiger –, seiner Frau Charlotte und seinem Dresdner Künstlerkreis waren sie und ihr Mann zeitlebens verbunden. Im Dresdner Ortsteil Loschwitz und Schloss Pillnitz waren sie später nahezu Nachbarn. Ernst Hassebrauk hatte Götz Scheer schon 1929 zweimal porträtiert.
Die Ehe blieb kinderlos. Bei einem Unfall auf Glatteis am 12. Januar 1986 erlitt die Künstlerin einen Oberarm- und Schlüsselbeinbruch, wurde bettlägerig, verweigerte die Nahrung und starb am 5. Februar 1986. Sie wurde am 11. Februar 1986 auf dem Friedhof von Dresden-Hosterwitz bestattet. Gottfried Scheer, geboren am 5. August 1903, starb am 21. März 1994 in Dresden-Pillnitz. Auch er wurde am 28. März 1994 auf dem Friedhof der Kirche Maria am Wasser in Dresden-Hosterwitz bestattet. Die Gräber von Irma und Götz existieren nicht mehr.

## Künstlerisches Wirken
Ausstellungen in Wien, Mailand und Leipzig werden genannt. In den 1940er Jahren war sie in prominenten Kreisen aus Kunst und Geisteswelt, Ärzten, Kunsthistorikern, Juristen, Philosophen und Theologen eine gefragte Porträtistin. Neben einem katholischen Bischof (Wilhelm Weskamm) waren auch Persönlichkeiten (z. B. Hermann Schwarz und Karl Friedrich Suter), deren Weltanschauung die unpolitische und religiös orientierte Künstlerin während des Zweiten Weltkriegs nicht teilte.
Während der Nazi-Diktatur und dann wieder in der DDR-Diktatur beteiligte sie sich nicht an allgemeinen Kunstausstellungen. Ihres Freundes Ernst Hassebrauks gerade laufende private Ausstellung mit dem fast vollständigen Frühwerk ging bei den Luftangriffen auf Dresden am 13. Februar 1945 beim Brand der Kunstausstellung Kühl verloren. Es ist davon auszugehen, dass Irma Lang-Scheer auch dort ausgestellt hat. In dem durch Kriegszerstörung beschädigten Archiv der seit 1929 bestehenden Galerie ist das nicht verifizierbar.
Irma Lang-Scheer passte sich keinem Zeitgeist an, blieb bei ihrer individualistischen Haltung fern von Politik. In der Zeit nach 1945 suchte sie keine Verbindung zu den zahlreichen Vereinigungen von DDR-Künstlern. Von ihr ist weder eine Mitgliedschaft im Kulturbund der DDR, im Verband Bildender Künstler der DDR, in der Liste von Künstlergruppen der bildenden Kunst in Dresden oder der Akademie der Künste der DDR feststellbar; auch nicht im Deutschen Künstlerbund. Obwohl sie seit 1939 in Schloss Pillnitz wohnte und dort das Kunstgewerbemuseum Dresden untergebracht war, hat sie erst unter dem Leiter Günter Reinheckel (1933–2010) im Jahr 1976 Porträts ausgestellt. Eine Beschreibung für diese Zeit gibt es als „Dresdner Jahre“ in der Biographie von Gerhard Richter. Es ist anzunehmen, dass sich der junge Richter und Irma Lang-Scheer in Pillnitz begegneten. Und keiner von beiden konnte voneinander wissen, obwohl doch beide Wandgemälde machten.
So ähnlich wie ein junger Michael Uhlig aus der „Weinbergschänke“, der ihr für 30 Pfennig pro Eimer häufig die Kohlen zum Heizen in die Wohnung im obersten Stockwerk des Wasserpalais schleppte und den sie dafür „1979 - ein paar Tage nach meinem 19. Geburtstag – sagte Götz zu mir, ich solle noch einmal vorbeikommen, seine Frau möchte ein Porträt von mir malen. Die Scheer’s waren sehr dankbar für meine Hilfe.“ (Michael Uhlig)
Somit wurden ihre Bilder bis heute in der Kunst- und Kulturszene auch nicht wahrgenommen und kamen auch nicht in den Kunsthandel, abgesehen von einigen Aquarellen. Eine Situation die vergleichbar ist mit jener anderer Künstlerinnen, wie etwa Paula Modersohn-Becker, Clara Rilke-Westhoff und anderen, deren Werke erst posthum Anerkennung fanden. Ein Teil ihrer nie öffentlich gezeigten Bilder aus ihrem Nachlass sind heute in der Österreichische Galerie Belvedere unter Sammlung – Digitales Belvedere zu sehen. Sie gingen so verfügt nach Wien, ihrer eigentlichen künstlerischen Heimat. Andere befinden sich im Privatbesitz.
In einer Presseerklärung des Belvedere vom 10. Febr. 2011 zu einer Ausstellung wird Irma Lang-Scheer unter den namhaften Schülern von Franz Cizek neben Otakar Kubín, Frantisek Kupka, Fernand Léger u. a. ausgewiesen, die in den 1920er-Jahren zur europäischen Nachkriegsavantgarde Anschluss fanden. Ihre fundierte Ausbildung machte es möglich, dass sie sich nach 1945 zum Broterwerb überwiegend der Freskenmalerei und Gestaltung von sakralen Glasfenstern und deren Auftraggebern zuwandte. Als ihr Lebenswerk bezeichnete die Künstlerin den Auftrag für das 1947 geschaffene „Jüngste Gericht“ in fresco buono-Malerei in der Christuskirche in Rostock.

## Werke (Auswahl)

### Fresken
- 1947 „Das Jüngste Gericht“. Fresken in der 1971 durch Sprengung vernichteten Christuskirche in Rostock.[12] Die Fotografien aus dem Besitz von Irma Lang-Scheer und den Archiven der Pfarrei Neue Christuskirche sind das Einzige was nach der Zerstörung davon übrig blieb.[13]

Es stellte auf einem breiten Innenbogen des Altarraumes das „Jüngste Gericht“ und an den anschließenden Wänden der Apsis den 6. und 7. Posaunenengel aus der Johannis-Offenbarung, als Vorstufe zum Jüngsten Gericht dar, 15 m hoch in 100 m² bemalter Fläche. Darüber existiert eine 5-seitige handschriftliche Beschreibung mit Signatur der Künstlerin.
Die zeitnah geschaffene Madonna gibt einen Eindruck, wie das „Jüngste Gericht“ farblich ausgesehen hat.

„Die Rostocker Christuskirche, erbaut 1909, erhielt an der spitzbogigen Triumphbogenwand 1947 von Frau Irma Lang-Scheer ein kolossales Fresko ‚Das Jüngste Gericht‘, das als eines der größten Fresken der letzten Zeit angesprochen werden darf und in der russischen Besatzungszone (jetzt DDR) Aufsehen erregte. Die Künstlerin verwob die apokalyptischen Bilder mit ihren Erfahrungen in bitteren Bomben-Nächten, in denen 1944 auch die Christuskirche getroffen wurde und Opfer forderte …..“

An den seitlichen Wänden des Chorraumes sind die Szenen Apok.9, 13 und 6,16 wiedergegeben.

„Seit 1938 ist Irma Lang-Scheer ständig mit Fresko-Malerei und seit 1952 mit Glasfenster-Entwürfen beschäftigt. Interessant ist es, daß die Künstlerin ohne Karton direkt an die Wand arbeitet. Unter ihren zahlreichen Schöpfungen entstand in der Zeit von 1947 bis 1950 eine aufsehenerregende Apsisausmalung mit der Darstellung des ‚Jüngsten Gerichts‘ in der Christuskirche in Rostock. Mit monumental-flammender Gewalt erscheint Christus als Weltenrichter über den Wolken, und auch die beiden Posaunenengel auf den Seiten lassen an Erhabenheit nichts fehlen. Starke Anklänge an die Malerei El Grecos werden spürbar, und dennoch kann bei der Künstlerin von persönlicher Gestaltung und eigenstarker Auffassung gesprochen werden. Dieses Werk rüttelt auf aus behaglicher Geborgenheit.....
Das Meer schäumt über die Ufer, die Verdammten erheben sich mit gequälten, gramverzerrten, zum Teil verstockten Gesichtern; die Seligen wenden sich allmählich und hoffnungsvoll Christus zu. Jeder einzelnen Gestalt kommt symbolhafte Geltung zu. Da die durch Bombenangriff 1944 zerstörte Christuskirche wieder durch einen Jesuitenpriester aufgebaut wurde, malte die Künstlerin auch hier das Porträt des Gründers dieses Ordens: Ignatius von Loyola. Im Hauptschiff der Rostocker Christuskirche entstand, ebenfalls von der Künstlerin gestaltet, ein Kreuzweg in Form eines Frieses mit den 14 Leidensstationen Christi.“

Ein frühes Freskogemälde von 1928 „Die Hl. Elisabeth von Thüringen“ ist am linken Seitenaltar der Kirche von Deutsch-Bielau bei Brüsau.
- 1946/1950: Kreuzweg an den Seitenwänden im Hauptschiff der Christuskirche Rostock – ebenfalls untergegangen.
- 1951: in der Apsis der kath. Kirche in Boizenburg/Meckl. zwei figürliche Seitenaltar-Kompositionen;
- 1951: Die Apsismalerei in der kath. Kirche von Neuhaus/Elbe „Mariä Aufnahme in den Himmel“[15]
- 1952: Ausschmückung der Apsis und zweier Seitenaltäre St. Christophorus und St. Michael in der kath. Kirche in Damgarten/Meckl.
- 1954: „Immaculata“ in der Apsis der kath. Kirche in Levitzow/Meckl.[16]
- 1961/1968: Ein 40 m² großer, symbolisch aufgefasster Kreuzweg entstand in fresco secco-Technik in der Dorfkirche „Maria Himmelfahrt“ aus den Jahren 1749 bis 1753 in Brehme-Eichsfeld/Thür.[17]
- 1963/1964: zwei Putzmosaikfiguren, 3,25 m hoch, in den Seitenaltarnischen ebenfalls in der Kirche in Brehme-Eichsfeld: „Maria mit dem Christuskind“ und „St. Josef als Zimmermann“.
- 1966: In Geisma/Rhön entstand in der katholischen Kirche ein Kreuzweg, Öltempera auf starkem Holzspanplatten. Die Kirche ist 2003 bis auf die Grundmauern niedergebrannt.
- 1968: In der gleichen Technik führte Irma Lang-Scheer in der Unterkirche in Brehme-Eichsfeld/Thür. mehrere Gemälde aus: „Auferstehung Christi“, „Engel mit dem Goldenen Buch“ (Johannis-Offenbarung), oberhalb des Altarschreines „Hl. Geist“ und über der Tür zur Sakristei „Verklärte Dornenkrone“.

### Ölgemälde,  Aquarelle und Zeichnungen
Besonders in den Jahren 1940–1950 schuf sie hauptsächlich größere Landschaftsbilder in Öl, Blumenstillleben und Porträts, und zahlreiche Aquarelle vom Meeresstrand.

### Glasmalereien (Auswahl)
In den 1950er Jahren schuf Lang-Scheer mehrere sakrale Glasfenster.
- 1953: Fensterwand in der kathol. Kirche in Perleberg/Meckl. „Die drei Rosenkränze“ und „Christi und Marias Monogramm“ sowie „Mariä Aufnahme in den Himmel“; 3 × 0,80 × 3,20 m
- 1954: Apsis der kath. Kirche Mariä Himmelfahrt in Dresden-Striesen.[19]
- 1955: vier 5 m hohe Fenster in der kath. Kirche St. Michael in Weißenborn-Lüderode /Thür.  „Evangelisten“. (sign. ILS)- Sehenswürdigkeiten.
- 1960: Radibor/Sa. Wand des Hauptschiffes (Kirche nicht näher bezeichnet), vier große Fenster mit Heiligendarstellungen: Apostel Jakobus d. Ältere, St. Michael, St. Isidor und St. Josef mit dem Christuskind;
- 1966: Appenrode b. Nordhausen, ein Fenster, 2 m hoch, in der evangelischen Kirche, „Auferstehung Christi“.

Die kath. Kirche würdigte Irma Lang-Scheer im Jahre 1976 für ihre sakralen Arbeiten anlässlich ihres 75. Geburtstags. Papst Johannes Paul VI verlieh ihr ein Diplom und der Bischof von Meißen bedachte sie mit einem Dankschreiben.

## Rezeption
„Aber nicht nur in der al fresco-Kunst ist Irma Lang-Scheer führend, auch ihre Glasfensterentwürfe verraten sicheres Können. Dies beginnt bereits bei der sorgsamen Wahl der Scheiben, die sich in wohlabgewogenem Farbklang aneinanderreihen. Vor kurzem entstand in der kath. Kirche in Dresden-Striesen ein Glasfenster mit der Darstellung der Hinmelfahrt Mariä und zweier besonders großer Marienverehrer: des heiligen Zisterzienserabtes Bernhard von Clairvaux und - zum ersten Mal festgehalten - des gegenwärtig lebenden Papstes Pius XII. In einzigartiger Leuchtkraft erstrahlen die Scheiben und werden zu wundervollen, farbsprühenden  Lichtquellen.“